# Hierofania
Una hierofania és una manifestació de les forces sagrades en la qual allò que es mostra no és Déu en un sentit personal, sinó més aviat el sentit sagrat del cosmos, el valor profund de l'esperit de la divinitat que tot ho omple. El terme prové del grec hieros (ἱερός), sagrat i pháneia (φαίνειν), manifestació. És un neologisme creat pel filòsof i historiador de les religions Mircea Eliade.
Tot i que l'autor va utilitzar aquesta paraula a diverses obres, la definició de hierofania es troba a la seva obra El sagrat i el profà. A Eliade li va semblar aquesta (hierofania) la millor opció pel fet que no expressa res més enllà de la seva definició etimològica. Aquesta hierofania pot manifestar-se de diverses maneres: des de la més senzilla, a través d'un objecte (objecte sagrat) fins al que el filòsof anomenà hierofania suprema, que pels cristians és l'encarnació de Déu. Per a Mircea Eliade tota hierofania, des de la més senzilla, constitueix una paradoxa perquè quan succeeix aquesta manifestació a través d'un objecte sagrat aquest no perd la seva naturalesa profana. Les hierofanies són experiències de l'home religiós (homo religiosus), acompanyades d'admiració, estupor o terror que voreja l'inefable.